# Milan Živic
Milan Živic (* 1. Mai 1981) ist ein ehemaliger slowenischer Skispringer.
Živic begann seine internationale Karriere 1997 im Skisprung-Continental-Cup. In seiner ersten Saison 1997/98 erreichte er dabei mit 265 Punkten den 48. Platz in der Gesamtwertung. Am 21. März 1998 gab er daraufhin sein Debüt im Skisprung-Weltcup. Auf der Großschanze in Planica sprang er dabei mit Platz 14 bereits in seinem ersten Springen in die Punkteränge und erreichte zudem die höchste Weltcup-Einzelplatzierung seiner Karriere. Auch im zweiten Springen einen Tag später konnte er mit dem 26. Platz Weltcup-Punkte gewinnen und belegte so in der Gesamtwertung der Weltcup-Saison 1997/98 den 68. Platz. In der folgenden Saison 1998/99 wurde er noch einmal in Predazzo und in Harrachov im Weltcup eingesetzt und gewann dabei in Harrachov mit Platz 28 noch einmal Weltcup-Punkte, bevor er anschließend weitere fünf Jahre ausschließlich im Continental Cup sprang. Er konnte jedoch auch dort nicht mehr an die Erfolge der Saison 1997/98 anknüpfen und beendete nach dem Springen am 10. Juli 2004 in Velenje seine aktive Skisprungkarriere.